# Basketball-Europameisterschaft der Damen 1952
Die Basketball-Europameisterschaft der Damen 1952 (offiziell: EuroBasket 1952 Women) war die 3. Austragung des kontinentalen Wettbewerbs. Sie fand vom 18. bis zum 25. Mai 1952 in der Sowjetunion statt und wurde von der FIBA Europa organisiert. Die Partien wurden in Moskau ausgetragen.

## Mannschaften
| Gruppe A                                               | Gruppe B                                   | Gruppe C                              |
| ------------------------------------------------------ | ------------------------------------------ | ------------------------------------- |
| - Bulgarien - Frankreich - Rumänien - Tschechoslowakei | - Finnland - Italien - Österreich - Ungarn | - DDR - Polen - Schweiz - Sowjetunion |

## Vorrunde
Es wurde in drei Gruppen gespielt. Bei Punktgleichheit zählte der direkte Vergleich, danach die Korbdifferenz folgend die erzielten Körbe. Die Erstplatzierten jeder Gruppe kämpften um die Medaillen. Die Zweit-, Dritt- und die Viertplatzierten verteilen sich auf weitere Dreier-Gruppen, die um die Plätze 4 bis 6, 7 bis 9 und 10 bis 12 spielten.
- Finalrunde – Platz 1 bis 3
- Finalrunde – Platz 4 bis 6
- Finalrunde – Platz 7 bis 9
- Finalrunde – Platz 10 bis 12

### Gruppe A
| Platz | Team             | Spiele | Siege | Niederl. | Körbe   | Diff. | Punkte |
| ----- | ---------------- | ------ | ----- | -------- | ------- | ----- | ------ |
| 1     | Tschechoslowakei | 3      | 3     | 0        | 173:119 | +54   | 6      |
| 2     | Bulgarien        | 3      | 1     | 2        | 143:139 | +4    | 4      |
| 3     | Frankreich       | 3      | 1     | 2        | 138:153 | −15   | 4      |
| 4     | Rumänien         | 3      | 1     | 2        | 90:133  | −43   | 4      |

| Spiel | Datum              | Team 1           | Team 2     | 1. H. | 2. H. | Verl. | Ergebnis |
| ----- | ------------------ | ---------------- | ---------- | ----- | ----- | ----- | -------- |
| A1    | 18. Mai 1952 13:00 | Tschechoslowakei | Bulgarien  | 33:22 | 23:25 | –     | 56:47    |
| A2    | 18. Mai 1952 17:00 | Frankreich       | Rumänien   | 34:15 | 11:13 | –     | 45:28    |
| A3    | 19. Mai 1952 16:20 | Rumänien         | Bulgarien  | 16:20 | 18:13 | –     | 34:33    |
| A4    | 19. Mai 1952 17:40 | Tschechoslowakei | Frankreich | 30:21 | 32:23 | –     | 62:44    |
| A5    | 20. Mai 1952 16:50 | Tschechoslowakei | Rumänien   | 36:18 | 19:10 | –     | 55:28    |
| A6    | 20. Mai 1952 19:50 | Frankreich       | Bulgarien  | 24:23 | 25:40 | –     | 49:63    |

### Gruppe B
| Platz | Team       | Spiele | Siege | Niederl. | Körbe   | Diff. | Punkte |
| ----- | ---------- | ------ | ----- | -------- | ------- | ----- | ------ |
| 1     | Ungarn     | 3      | 3     | 0        | 216:67  | +149  | 6      |
| 2     | Italien    | 3      | 2     | 1        | 128:110 | −18   | 5      |
| 3     | Österreich | 3      | 1     | 2        | 89:150  | −61   | 4      |
| 4     | Finnland   | 3      | 0     | 3        | 77:183  | −106  | 3      |

| Spiel | Datum              | Team 1     | Team 2     | 1. H. | 2. H. | Verl. | Ergebnis |
| ----- | ------------------ | ---------- | ---------- | ----- | ----- | ----- | -------- |
| B1    | 18. Mai 1952       | Italien    | Ungarn     | 5:29  | 13:29 | –     | 18:58    |
| B2    | 18. Mai 1952 14:20 | Österreich | Finnland   | 25:18 | 19:3  | –     | 44:21    |
| B3    | 19. Mai 1952 12:20 | Finnland   | Ungarn     | 13:38 | 15:41 | –     | 28:79    |
| B4    | 19. Mai 1952 15:00 | Italien    | Österreich | 30:17 | 20:7  | –     | 50:24    |
| B5    | 20. Mai 1952 12:20 | Italien    | Finnland   | 25:15 | 35:13 | –     | 60:28    |
| B6    | 20. Mai 1952 13:50 | Ungarn     | Österreich | 38:14 | 41:7  | –     | 79:21    |

### Gruppe C
| Platz | Team        | Spiele | Siege | Niederl. | Körbe  | Diff. | Punkte |
| ----- | ----------- | ------ | ----- | -------- | ------ | ----- | ------ |
| 1     | Sowjetunion | 3      | 3     | 0        | 301:42 | +259  | 6      |
| 2     | Polen       | 3      | 2     | 1        | 162:98 | +64   | 5      |
| 3     | Schweiz     | 3      | 1     | 2        | 87:152 | −65   | 4      |
| 4     | DDR         | 3      | 0     | 3        | 24:282 | −258  | 3      |

| Spiel | Datum              | Team 1      | Team 2      | 1. H. | 2. H. | Verl. | Ergebnis |
| ----- | ------------------ | ----------- | ----------- | ----- | ----- | ----- | -------- |
| C1    | 18. Mai 1952 15:40 | Schweiz     | Polen       | 10:23 | 12:17 | –     | 22:40    |
| C2    | 18. Mai 1952 18:20 | DDR         | Sowjetunion | 2:65  | 2:68  | –     | 4:133    |
| C3    | 19. Mai 1952 13:40 | Schweiz     | DDR         | 25:3  | 28:5  | –     | 53:8     |
| C4    | 19. Mai 1952 19:00 | Sowjetunion | Polen       | 30:15 | 34:11 | –     | 64:26    |
| C5    | 20. Mai 1952 15:20 | DDR         | Polen       | 6:44  | 6:52  | –     | 12:96    |
| C6    | 20. Mai 1952 18:20 | Schweiz     | Sowjetunion | 3:60  | 9:44  | –     | 12:104   |

## Finalrunde

### Platz 1 bis 3
Bei Punktgleichheit zählte der direkte Vergleich, danach die Korbdifferenz folgend die erzielten Körbe.
| Platz | Team             | Spiele | Siege | Niederl. | Körbe  | Diff. | Punkte |
| ----- | ---------------- | ------ | ----- | -------- | ------ | ----- | ------ |
| 1     | Sowjetunion      | 2      | 2     | 0        | 123:70 | +53   | 4      |
| 2     | Tschechoslowakei | 2      | 1     | 1        | 94:88  | +6    | 3      |
| 3     | Ungarn           | 2      | 0     | 2        | 77:136 | −59   | 2      |

| Spiel | Datum              | Team 1           | Team 2      | 1. H. | 2. H. | Verl. | Ergebnis |
| ----- | ------------------ | ---------------- | ----------- | ----- | ----- | ----- | -------- |
| D1    | 22. Mai 1952 19:00 | Tschechoslowakei | Ungarn      | 27:19 | 38:17 | –     | 65:36    |
| D2    | 23. Mai 1952 19:00 | Ungarn           | Sowjetunion | 20:36 | 21:35 | –     | 41:71    |
| D3    | 25. Mai 1952 16:00 | Tschechoslowakei | Sowjetunion | 22:29 | 7:23  | –     | 29:52    |

### Platz 4 bis 6
Bei Punktgleichheit zählte der direkte Vergleich, danach die Korbdifferenz folgend die erzielten Körbe.
| Platz | Team      | Spiele | Siege | Niederl. | Körbe  | Diff. | Punkte |
| ----- | --------- | ------ | ----- | -------- | ------ | ----- | ------ |
| 1     | Bulgarien | 2      | 2     | 0        | 120:81 | +39   | 4      |
| 2     | Polen     | 2      | 1     | 1        | 78:105 | −27   | 3      |
| 3     | Italien   | 2      | 0     | 2        | 80:92  | −12   | 2      |

| Spiel | Datum              | Team 1  | Team 2    | 1. H. | 2. H. | Verl. | Ergebnis |
| ----- | ------------------ | ------- | --------- | ----- | ----- | ----- | -------- |
| E1    | 22. Mai 1952 17:40 | Polen   | Italien   | 27:24 | 15:11 | –     | 42:35    |
| E2    | 23. Mai 1952 17:40 | Italien | Bulgarien | 20:29 | 25:21 | –     | 45:50    |
| E3    | 25. Mai 1952 14:40 | Polen   | Bulgarien | 20:36 | 16:34 | –     | 36:70    |

### Platz 7 bis 9
Bei Punktgleichheit zählte der direkte Vergleich, danach die Korbdifferenz folgend die erzielten Körbe.
| Platz | Team       | Spiele | Siege | Niederl. | Körbe | Diff. | Punkte |
| ----- | ---------- | ------ | ----- | -------- | ----- | ----- | ------ |
| 1     | Frankreich | 2      | 2     | 0        | 98:49 | +49   | 4      |
| 2     | Schweiz    | 2      | 1     | 1        | 65:71 | −6    | 3      |
| 3     | Österreich | 2      | 0     | 2        | 43:86 | −43   | 2      |

| Spiel | Datum              | Team 1     | Team 2     | 1. H. | 2. H. | Verl. | Ergebnis |
| ----- | ------------------ | ---------- | ---------- | ----- | ----- | ----- | -------- |
| F1    | 22. Mai 1952 16:20 | Österreich | Schweiz    | 9:15  | 16:19 | –     | 25:34    |
| F2    | 23. Mai 1952 16:20 | Österreich | Frankreich | 9:17  | 9:35  | –     | 18:52    |
| F3    | 25. Mai 1952 13:20 | Schweiz    | Frankreich | 9:25  | 22:21 | –     | 31:46    |

### Platz 10 bis 12
Bei Punktgleichheit zählte der direkte Vergleich, danach die Korbdifferenz folgend die erzielten Körbe.
| Platz | Team     | Spiele | Siege | Niederl. | Körbe  | Diff. | Punkte |
| ----- | -------- | ------ | ----- | -------- | ------ | ----- | ------ |
| 1     | Rumänien | 2      | 2     | 0        | 118:50 | +68   | 4      |
| 2     | Finnland | 2      | 1     | 1        | 80:68  | +12   | 3      |
| 3     | DDR      | 2      | 0     | 2        | 42:122 | −80   | 2      |

| Spiel | Datum              | Team 1   | Team 2   | 1. H. | 2. H. | Verl. | Ergebnis |
| ----- | ------------------ | -------- | -------- | ----- | ----- | ----- | -------- |
| G1    | 22. Mai 1952 15:00 | Finnland | DDR      | 19:13 | 26:14 | –     | 45:27    |
| G2    | 23. Mai 1952 15:00 | DDR      | Rumänien | 7:44  | 8:33  | –     | 15:77    |
| G3    | 25. Mai 1952 12:00 | Finnland | Rumänien | 16:14 | 19:27 | –     | 35:41    |

## Endstand
- Für die Basketball-Weltmeisterschaft der Damen 1953 qualifiziert

| Rang | Land             | Spiele | Bilanz |
| ---- | ---------------- | ------ | ------ |
| 1.   | Sowjetunion      | 5      | 5:0    |
| 2.   | Tschechoslowakei | 5      | 4:1    |
| 3.   | Ungarn           | 5      | 3:2    |
| 4.   | Bulgarien        | 5      | 3:2    |
| 5.   | Polen            | 5      | 3:2    |
| 6.   | Italien          | 5      | 2:3    |
| 7.   | Frankreich       | 5      | 3:2    |
| 8.   | Schweiz          | 5      | 2:3    |
| 9.   | Österreich       | 5      | 1:4    |
| 10.  | Rumänien         | 5      | 3:2    |
| 11.  | Finnland         | 5      | 1:4    |
| 12.  | DDR              | 5      | 0:5    |